# 慈円
慈円（じえん、旧字体：慈圓）は、平安時代末期から鎌倉時代初期の天台宗の僧、歌人。歴史書『愚管抄』を記したことで知られる。諡号は慈鎮和尚（じちん かしょう）、通称に吉水僧正（よしみず そうじょう）、また『小倉百人一首』では前大僧正慈円（さきの だいそうじょう じえん）と紹介されている。
父は摂政関白・藤原忠通、母は藤原仲光女加賀。摂政関白・九条兼実、太政大臣・藤原兼房は同母兄にあたる。

## 経歴

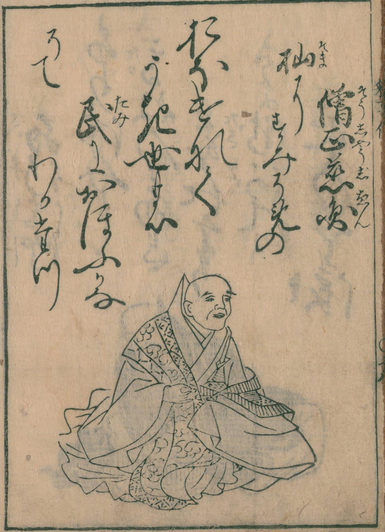
慈円。『釈教三十六歌仙』、17世紀

幼いとき11歳に青蓮院に入寺し、仁安2年（1167年）に天台座主・明雲について13歳で受戒。治承2年（1178年）、法性寺座主に任ぜられ、養和2年（1182年）に覚快法親王の没後に空席になっていた青蓮院を継いだ（なお、覚快は生前に別の人物に譲る意向があったが、慈円の兄である九条兼実が慈円に譲らせようと圧迫したと伝えられている。また、行玄から覚快への継承に異論を抱いていた実寛も慈円への継承に反対したため、覚快・実寛両者が没するまで継承できなかったという）。
建久3年（1192年）、38歳で天台座主になる。その後、慈円の天台座主就任は4度に及んだ。『徒然草』には、一芸ある者なら身分の低い者でも召しかかえてかわいがったとある。
天台座主として法会や伽藍の整備のほか、政治的には兄・兼実の孫・九条道家の後見人を務めるとともに、道家の子・藤原頼経が将軍として鎌倉に下向することに期待を寄せるなど、公武の協調を理想とした。後鳥羽上皇の挙兵の動きには西園寺公経とともに反対し、『愚管抄』もそれを諌めるために書かれたとされる。だが、承久の乱によって後鳥羽上皇の配流とともに兼実の曾孫である践祚した懐成親王（道家の甥）が廃位されたことに衝撃を受け、鎌倉幕府を非難して懐成復位を願う願文を納めている。『愚管抄』には「鳥羽法皇が亡くなった後に動乱が続いて武者（むさ、武士）の世となった」と記しており、建久3年（1192年）や文治元年（1185年）に成立したとされる鎌倉幕府以前から武士の時代が既に始まっていたことを、当時から認識していたようである。また、『門葉記』に採録された覚源（藤原定家の子）の日記には、没後に慈円が四条天皇を祟り殺したとする噂を記載している。
また、当時異端視されていた専修念仏の法然の教義を批判する一方で、その弾圧には否定的で法然や弟子の親鸞を庇護してもいる。なお、親鸞は治承5年（1181年）、9歳の時に慈円について得度を受けている。
歌人としても有名で家集に『拾玉集』があり、『千載和歌集』などに名が採り上げられている。『沙石集』巻五によると、慈円が西行に天台の真言を伝授してほしいと申し出たとき、西行は和歌の心得がなければ真言も得られないと答えた。そこで慈円は和歌を稽古してから再度伝授を願い出たという。また、『井蛙抄』に残る逸話に、藤原為家に出家を思いとどまらせて藤原俊成・藤原定家の跡をますます興させるようにしたという。『小倉百人一首』では、「おほけなく　うきよのたみに　おほふかな　わがたつそまに　すみぞめのそで」の歌で知られる。越天楽今様の作詞者でもある（歌詞はs:謡物を参照）。
慈円は聖徳太子信仰に篤く、晩年に夢想による十禅師神（日吉社の神、聖徳太子と同体視された）の託宣を深く恃みにしていた。慈円が元仁元年（1224年）に新礼拝講を創始したことで十禅師信仰が確立され、平安末期から盛んになり、鎌倉初期にかけて隆盛した。慈円は神仏習合の観念を受容し、日吉社の山王権現、最終的に特に十禅師を信仰し、その力で鎮護国家を成し遂げようとした。
墓所としては善峯寺、今熊野観音寺の他、東山区安養寺の宝塔を慈円の墓とする言い伝えもある。

## 十禅師との子どもの伝承
中世には、十禅師社を拠点とし憑依・託宣を行う巫者集団「廊御子」があり、『廊御子記』（1603年）では、十禅師が稚児に変じて性欲に苦しむ慈円を憐れんで夜な夜な通い慰め、性交から子が生まれたとされ（慈円は「其間ノさいあひの物」を谷底に捨て（山本一は、「さいあひ」は子種を意味することもあるため、これは稚児との性交の後、精液などを拭いとった汚物と解釈している）、その子種が母胎を経ることなく変成して子どもになった）、この子どもが「廊御子」の始祖とされた。このエピソードは慈円の十禅師信仰に根差している。
ただしこれは中世後期の伝承であり、鎌倉初期を生きた実際の慈円の言説とは無関係と言える。ライデン大学のオリ・ポラト（Or Porath）は、十禅寺と慈円の関係は性的なものとして神話化されたと述べている。

## 関連作品
映画
- 親鸞 / 続親鸞（1960年、東映）- 演：大河内傳次郎

テレビドラマ
- 草燃える（1979年、NHK大河ドラマ）- 演：大塚国夫
- 鎌倉殿の13人（2022年、NHK大河ドラマ）- 演：山寺宏一